# Épizon
Épizon är en kommun i departementet Haute-Marne i regionen Grand Est (tidigare regionen Champagne-Ardenne) i nordöstra Frankrike. Kommunen ligger i kantonen Poissons som tillhör arrondissementet Saint-Dizier. År 2017 hade Épizon 168 invånare.
Den 28 februari 2013 uppgick kommunen Pautaines-Augeville i Épizon.

## Befolkningsutveckling
Antalet invånare i kommunen Épizon
| Referens: INSEE |